# Grabe (Apače)
Grabe (Duits: Graben) is een plaats in Slovenië en maakt deel uit van de gemeente Apače in de NUTS-3-regio Pomurska. De plaats telde 113 inwoners op 1 januari 2020.